# Provincie Vibo Valentia
Vibo Valentia (Provincia di Vibo Valentia) je italská provincie v oblasti Kalábrie. Sousedí na severovýchodě s provincií Catanzaro a na jihu s provincií Reggio Calabria. Její břehy omývá na západě Tyrrhenské moře.

## Okolní provincie
| Růžice kompasu |                         |  | Catanzaro | Růžice kompasu |
| Růžice kompasu | Sever                   |  |           | Růžice kompasu |
| Růžice kompasu | Provincie Vibo Valentia |  |           | Růžice kompasu |
| Růžice kompasu | Jih                     |  |           | Růžice kompasu |
| Růžice kompasu | Reggio Calabria         |  |           | Růžice kompasu |